# Navadni senožetnik
Navadni senožetnik (znanstveno ime Colias croceus) je dnevni metulj iz družine belinov.

## Opis
Navadni senožetnik meri preko kril med 40 in 52 mm in ima zgornjo stran kril oranžno rumene barve. Ob zunanjem robu zgornje strani kril ima ta vrsta širok črn pas. Ta je pri samcih prekinjen z rumenimi žilami, samice pa imajo na sredi tega pasu rumene lise. Na sredini sprednjega para kril je črna pega, na sredini zadnjega para pa se nahaja svetla lisa v obliki številke osem. Obstaja tudi barvna oblika te vrste, pri kateri imajo samice zgornjo stran bledo rumene do zelenkasto bele barve, ta oblika pa se imenuje tip helice.
Metulji te vrste pri počitku nikoli ne razprejo kril.

## Razširjenost
Ta vrsta metuljev je razširjena po Severni Afriki, južni Evropi, preko Turčije do Bližnjega vzhoda. Poleti se pojavlja tudi v celinski Evropi, občasno pa tudi v Skandinaviji. Razširjen je tudi v Aziji, kjer ga na severu najdemo do Sibirije, na jugu pa do severnega dela Indije.
Navadni senožetnik je hiter letalec, ki se seli na velike razdalje. V Sloveniji ga je moč opaziti med aprilom in novembrom od morja do visokogorskih pašnikov. Najbolje se počuti na toplih travnikih.
Ta vrsta se skozi leto pojavlja v več generacijah, samice pa jajčeca odlagajo na gostiteljske rastline posamično. Gosenice se hitro razvijajo in se lahko zabubijo že po enem mesecu od izvalitve. Iz bube se lahko po dveh do treh tednih razvijejo odrasli metulji. V Sloveniji se gosenice prehranjujejo predvsem z listi rastlinskih vrst iz družine metuljnic (Fabaceae), v glavnem iz rodov meteljka (Medicago), detelja (Trifolium), nokota (Lotus), šmarna detelja (Coronilla), ranjak (Anthyllis) in turška detelja (Onobrychis).